# Campo de' Fiori
Campo de' Fiori (’blomsterfältet’) är en öppen plats i centrala Rom mellan Piazza Farnese och Corso Vittorio Emanuele II. På förmiddagarna hålls här en marknad som bland annat tillhandahåller blommor, kött och fisk.
Campo dei Fiori var under medeltiden en öppen plats utan större betydelse, men på 1400-talet flyttades kommersiella och andra aktiviteter från trakten av Capitolium till detta område. Campo dei Fiori utvecklades snabbt till en sorts centrum i Rom, i kvarteren runtom etablerades ett stort antal värdshus och härbärgen. Två av dem ägdes av Vanozza Cattanei, mor till påve Alexander VI:s fyra barn.
Campo dei Fiori var inte bara en marknadsplats utan användes också ibland för avrättningar, även om den vanligaste avrättningsplatsen var belägen intill Ponte Sant'Angelo. Giordano Bruno brändes som kättare här den 17 februari 1600. År 1889 restes efter utdragna diskussioner ett monument till denne mitt på torget (piazzan), utfört av skulptören Ettore Ferrari. Initiativet till monumentet togs av Romuniversitetets studenter.